# Рогова (комуна)
Рогова (рум. Rogova) — комуна у повіті Мехедінць в Румунії. До складу комуни входять такі села (дані про населення за 2002 рік):
- Поройніца (783 особи)
- Рогова (716 осіб)

Комуна розташована на відстані 261 км на захід від Бухареста, 21 км на південний схід від Дробета-Турну-Северина, 81 км на захід від Крайови.

## Населення
За даними перепису населення 2002 року у комуні проживали 1499 осіб.
Національний склад населення комуни:
| Національність | Кількість осіб | Відсоток |
| -------------- | -------------- | -------- |
| румуни         | 1498           | 99,9%    |
| угорці         | 1              | 0,1%     |

Рідною мовою назвали:
| Мова      | Кількість осіб | Відсоток |
| --------- | -------------- | -------- |
| румунська | 1498           | 99,9%    |
| угорська  | 1              | 0,1%     |

Склад населення комуни за віросповіданням:
| Релігія        | Кількість осіб | Відсоток |
| -------------- | -------------- | -------- |
| православні    | 1493           | 99,6%    |
| лютерани       | 3              | 0,2%     |
| реформати      | 1              | 0,1%     |
| греко-католики | 1              | 0,1%     |